# King of the World (Sheila and B. Devotion)
King of the World è il secondo album in studio del gruppo musicale francese Sheila and B. Devotion, pubblicato il 27 giugno 1980.

## Descrizione
L'album è stato prodotto dagli Chic.

## Tracce
Lato A
1. Spacer – 6:15
2. Mayday – 3:44
3. Charge Plates and Credit Cards – 4:26
4. Misery – 3:02

Lato B
1. King of the World – 4:37
2. Cover Girls – 3:17
3. Your Love Is Good – 4:38
4. Don't Go – 4:32

Tracce bonus edizione deluxe francese 2006
1. Your Love Is Good (Original US 12" Promo) – 4:50
2. Spacer (Lost in Space Mix) – 6:45
3. Spacer (Lost in Space Dub Mix) – 6:09
4. Spacer (Down to Earth Mix) – 7:29
5. Spacer (Remix Radio Edit) – 0:02
6. Spacer (DMC Remix) – 1:24
7. Spacer (Trevor Is King) – 5:49